# Місевич Віра Антонівна
Віра Антонівна Місевич (10 квітня 1945, Київ — 4 березня 1995) — українська спортсменка, яка спеціалізувалася в кінному спорті, олімпійська чемпіонка.
Віра Місевич тренувалася в Києві в спортивному товаристві «Динамо».
Золоту олімпійську медаль та звання олімпійського чемпіона вона виборола на московській Олімпіаді у виїздці, виступаючи у складі збірної СРСР. В індивідуальних змаганнях вона була четвертою.
Серед учнів — Климко Ольга Олександрівна.